# Leonardo Flores (calciatore 1995)
Leonardo José Flores Soto, noto semplicemente come Leonardo Flores (El Nula, 5 agosto 1995), è un calciatore venezuelano, centrocampista dell'Atlético Bucaramanga.

## Caratteristiche tecniche
È un centrocampista difensivo.

## Carriera

### Club
Cresciuto nel settore giovanile del Caracas, debutta in prima squadra il 23 febbraio 2014 in occasione dell'incontro di Primera División vinto 4-1 contro il Dep. La Guaira.

### Nazionale
Ha debuttato con la nazionale maggiore il 6 giugno 2025 nell'incontro di qualificazione per i Mondiali 2026 vinto 2-0 contro la Bolivia.

## Statistiche

### Presenze e reti nei club
Statistiche aggiornate al 14 giugno 2021.
| Stagione        | Squadra         | Campionato      | Campionato | Campionato | Coppe nazionali | Coppe nazionali | Coppe nazionali | Coppe continentali | Coppe continentali | Coppe continentali | Altre coppe | Altre coppe | Altre coppe | Totale | Totale | Totale |
| Stagione        | Squadra         | Comp            | Pres       | Reti       | Comp            | Pres            | Reti            | Comp               | Pres               | Reti               | Comp        | Pres        | Reti        | Pres   | Reti   |        |
| --------------- | --------------- | --------------- | ---------- | ---------- | --------------- | --------------- | --------------- | ------------------ | ------------------ | ------------------ | ----------- | ----------- | ----------- | ------ | ------ | ------ |
| 2013-2014       | Caracas         | PD              | 1          | 0          | CV              | 0               | 0               |                    | -                  | -                  |             | -           | -           | 1      | 0      |        |
| 2014-2015       | Caracas         | PD              | 9          | 0          | CV              | 0               | 0               |                    | -                  | -                  |             | -           | -           | 9      | 0      |        |
| 2015            | Caracas         | PD              | 3          | 0          | CV              | 1               | 0               |                    | -                  | -                  |             | -           | -           | 4      | 0      |        |
| 2016            | Caracas         | PD              | 10         | 0          | CV              | 0               | 0               | CL                 | 1                  | 0                  |             | -           | -           | 11     | 0      |        |
| 2017            | Caracas         | PD              | 0          | 0          | CV              | 0               | 0               |                    | -                  | -                  |             | -           | -           | 0      | 0      |        |
| 2018            | Caracas         | PD              | 25         | 0          | CV              | 1               | 0               | CS                 | 0                  | 0                  |             | -           | -           | 26     | 0      |        |
| 2019            | Caracas         | PD              | 41         | 0          | CV              | 1               | 0               | CS+CL              | 4+4                | 0                  |             | -           | -           | 50     | 0      |        |
| 2020            | Caracas         | PD              | 16         | 0          | CV              | 0               | 0               | CL+CS              | 6+1                | 0                  |             | -           | -           | 23     | 0      |        |
| 2021            | Caracas         | PD              | 8          | 0          | CV              | 0               | 0               | CL                 | 3                  | 0                  |             | -           | -           | 11     | 0      |        |
| Totale carriera | Totale carriera | Totale carriera | 113        | 2          |                 | 3               | 0               |                    | 19                 | 0                  |             | -           | -           | 135    | 0      |        |

### Cronologia presenze e reti in nazionale
| Cronologia completa delle presenze e delle reti in nazionale ― Bolivia | Cronologia completa delle presenze e delle reti in nazionale ― Bolivia | Cronologia completa delle presenze e delle reti in nazionale ― Bolivia | Cronologia completa delle presenze e delle reti in nazionale ― Bolivia | Cronologia completa delle presenze e delle reti in nazionale ― Bolivia | Cronologia completa delle presenze e delle reti in nazionale ― Bolivia | Cronologia completa delle presenze e delle reti in nazionale ― Bolivia | Cronologia completa delle presenze e delle reti in nazionale ― Bolivia |
| Data                                                                   | Città                                                                  | In casa                                                                | Risultato                                                              | Ospiti                                                                 | Competizione                                                           | Reti                                                                   | Note                                                                   |
| ---------------------------------------------------------------------- | ---------------------------------------------------------------------- | ---------------------------------------------------------------------- | ---------------------------------------------------------------------- | ---------------------------------------------------------------------- | ---------------------------------------------------------------------- | ---------------------------------------------------------------------- | ---------------------------------------------------------------------- |
| 6-6-2025                                                               | Maturín                                                                | Venezuela                                                              | 2 – 0                                                                  | Bolivia                                                                | Qual. Mondiali 2026                                                    | -                                                                      | 76’                                                                    |
| Totale                                                                 |                                                                        | Presenze                                                               | 1                                                                      |                                                                        | Reti                                                                   | 0                                                                      |                                                                        |

## Palmarès

### Club

#### Competizioni nazionali
- Campionato venezuelano: 1

Caracas: 2019
- Campionato colombiano: 1

Atletico Bucaramanga: 2024-I